# António Ramalho Eanes
António Ramalho Eanes (* 25. ledna 1935 Alcains) je portugalský politik a voják. V letech 1976–1986 byl prezidentem Portugalska.
Prožil dlouhou kariéru v portugalském koloniálním vojsku. Tzv. Karafiátová revoluce roku 1974 ho zastihla v Angole. Ihned se vrátil do vlasti a stal se členem Hnutí armádních sil (Movimento das Forças Armadas), které sdružovalo vojenské důstojníky podporující revoluci. Roku 1975 řídil operace proti radikálním levicovým silám při pokusu o převrat 25. listopadu (tzv. 25 de Novembro). Roku 1976 byl zvolen v přímých volbách prezidentem již v prvním kole, když získal 61,59 procenta hlasů. I při volbách 1980 byl zvolen již v prvním kole, tentokrát s 56,44 procenty. Po skončení prezidentského mandátu se postavil do čela Strany demokratické obnovy (Partido Renovador Democrático).